# SV Wasserfreunde 1898 Hannover
Der SV Wasserfreunde von 1898 Hannover e. V. oder kurz Wasserfreunde Hannover bzw. W98 war ein Schwimmverein aus Hannover, der dreimal Deutscher Mannschaftsmeister im Schwimmen und achtmal deutscher Meister im Wasserball war. Am 31. Oktober 2012 ist der Verein mit Wassersport Hannover-Linden zu dem neuen Klub Wassersportfreunde von 1898 Hannover e. V. fusioniert.

## Geschichte
Am 9. Juni 1898 wurde der Verein unter dem Namen Schwimm-Club Hannover von 1898 gegründet. Dieser schloss sich im September 1919 mit dem Schwimmsport-Club Hannover-Linden zusammen und es entstand der Schwimm-Club Hannover-Linden von 1898. Im Januar 1934 folgte dann die Vereinigung mit den Wasserfreunden Hannover und der Verein nannte sich nun Sportverein Wasserfreunde von 1898 Hannover. 

## Erfolge im Schwimmen und bekannte Schwimmer
2005, 2006 und 2007 wurde der Verein bei den Herren Deutscher Mannschaftsmeister im Schwimmen. Seit 2012 hält sich der Verein mit seiner ersten Herrenmannschaft in der 1. Bundesliga. Die erste Mannschaft der Damen befindet sich der Zeit in der 2. Bundesliga Nord.
Für Hannover starten oder starteten unter anderem der Weltrekordhalter Thomas Rupprath, der Staffelweltmeister Lars Conrad und der deutsche Rekordhalter Stephan Kunzelmann. Weitere Teilnehmer der Meisterschaftsmannschaft sind Kamil Kasprowicz, Mario Schild, Philipp Möller, Matthias Wessel, Thanh-Uy Phan Tan, Danil Bugakov, Volker Wagenschein, Stephan Maleszka, Sebastian Barsch und Jens Schreiber. Bei den Damen ist besonders die Dritte der Junioren-Weltmeisterschaften von 2006, Lena Celina Hiller, bekannt.
Mannschaftserfolge:
- Deutscher Mannschaftsmeister Herren 2005, 2006, 2007

Einzelerfolge:
männlich:
- Thomas Rupprath (Silber + Bronze bei Olympia, 2-facher Weltmeister, 28-facher Europameister, 77-facher deutscher Meister)
- Lars Conrad (Silber bei Olympia, Weltmeister, 7-facher Europameister, 9-facher deutscher Meister)
- Jens Schreiber (Europameister)
- Stephan Kunzelmann (2-facher Europameister, Bronze bei der WM)
- Kamil Kasprowicz (7-facher deutscher Meister)
- Markus Gierke

weiblich:
- Patricia-Lucia Wartenberg (Bronze JEM-Freiwasser, Bronze JWM-Freiwasser)
- Lena Celina Hiller (Bronze JWM)

## Erfolge im Wasserball
Insgesamt achtmal wurden die Wasserfreunde Hannover Deutscher Meister im Wasserball. Einer Siegesserie von 1921 bis 1923 folgte ein Titel 1927. Von 1936 bis 1938 folgten erneut drei Titel in Folge. Den letzten Titel gewann der Verein 1948. Beim einzigen Olympiasieg der deutschen Wasserballer bei den Olympischen Sommerspielen 1928 spielten mit Karl Bähre und Fritz Gunst zwei Wasserfreunde in der siegreichen Mannschaft; mit Otto Kühne und Heini Atmer gehörten zwei weitere Spieler zum deutschen Aufgebot, die aber nicht eingesetzt wurden. Die Wasserfreunde Bernhard Baier, Fritz Gunst, Fritz Stolze und Helmuth Schwenn gehörten bei den Olympischen Spielen 1936 zum deutschen Aufgebot, das die Silbermedaille gewann. Fritz Gunst ist mit einer olympischen Goldmedaille und zwei olympischen Silbermedaillen der erfolgreichste Wasserballer der Wasserfreunde.
Nach dem Krieg spielten die Wasserfreunde lange Jahre in der Oberliga Nord als höchster Klasse und kamen in den 50er Jahren auch auf mehrere nationale Endrunden. In der 1969 eingeführten Bundesliga konnte sich der Klub allerdings nie dauerhaft etablieren und ging 2003 mit dem im Oberhaus etablierten Stadtrivalen Waspo Hannover-Linden als SG W98/Waspo Hannover eine Spielgemeinschaft ein. Nationale Jugend-Titel gab es 1983 für die C-Jugend sowie 1985 und 1986 für die B-Jugend.

## Vereinsleben
Die Top-Schwimmer trainierten vorwiegend unter der Federführung des Landesschwimmverbandes Niedersachsen im angrenzten Sportleistungszentrum Hannover und Olympiastützpunkt Niedersachsen in den Kadergruppen des Verbandes. Im Stadionbad fand unter anderem der normale Trainingsbetrieb statt. Es existierten noch zahlreiche andere Trainingsgruppen von Schwimmanfängern über Breitensportler bis zu Seniorenschwimmern, die in fünf verschiedenen Bädern trainierten.